# Charleval (Eure)
Charleval is een gemeente in het Franse departement Eure (regio Normandië). De plaats maakt deel uit van het arrondissement Les Andelys. Charleval telde op 1 januari 2022 1.703 inwoners.

## Geografie
De oppervlakte van Charleval bedroeg op 1 januari 2022 14,14 vierkante kilometer; de bevolkingsdichtheid was toen 120,4 inwoners per km².

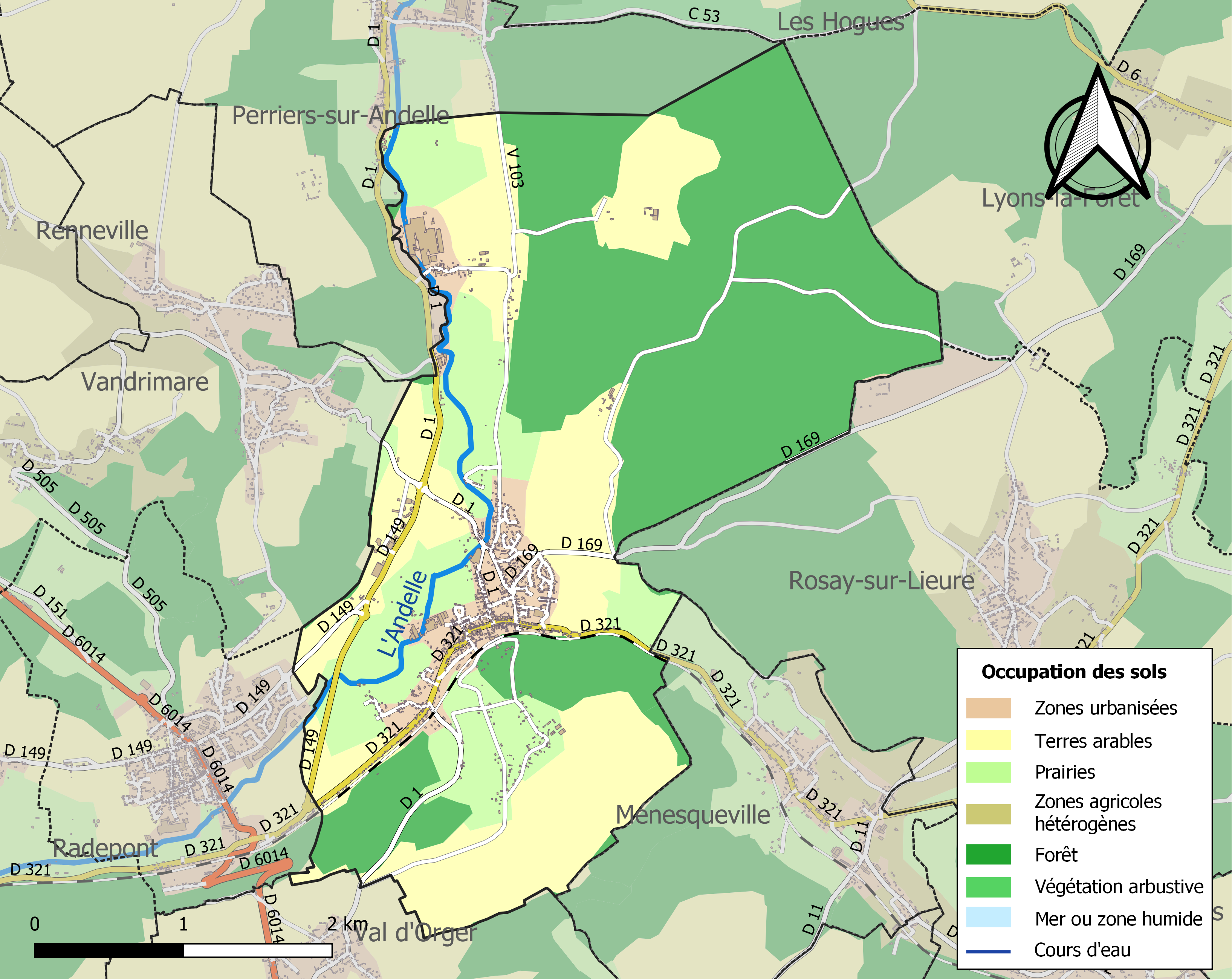
Kaart van de gemeente met belangrijkste infrastructuur, bodemgebruik en omliggende gemeenten

## Demografie
Onderstaande figuur toont het verloop van het inwonertal (bron: INSEE-tellingen).